# Čùj (oblast)
Čùj, ook geromaniseerd als Čüj, Čuj of Chuy, (Kirgizisch: Чүй областы, Čùj oblasty; Russisch: Чуйская область) is een oblast in Kirgizië, vernoemd naar de gelijknamige rivier.
De oblast telt 870.000 inwoners op een oppervlakte van 20.000 km².
Drie locaties behoren tot het Werelderfgoed van de UNESCO: De Stad Soejab (in het huidige Ak-Besjim), De Stad Balasagoen (in het huidige Boerana) en De Stad Nevaket (in het huidige Krasnaja Retsjka).

## Geografie

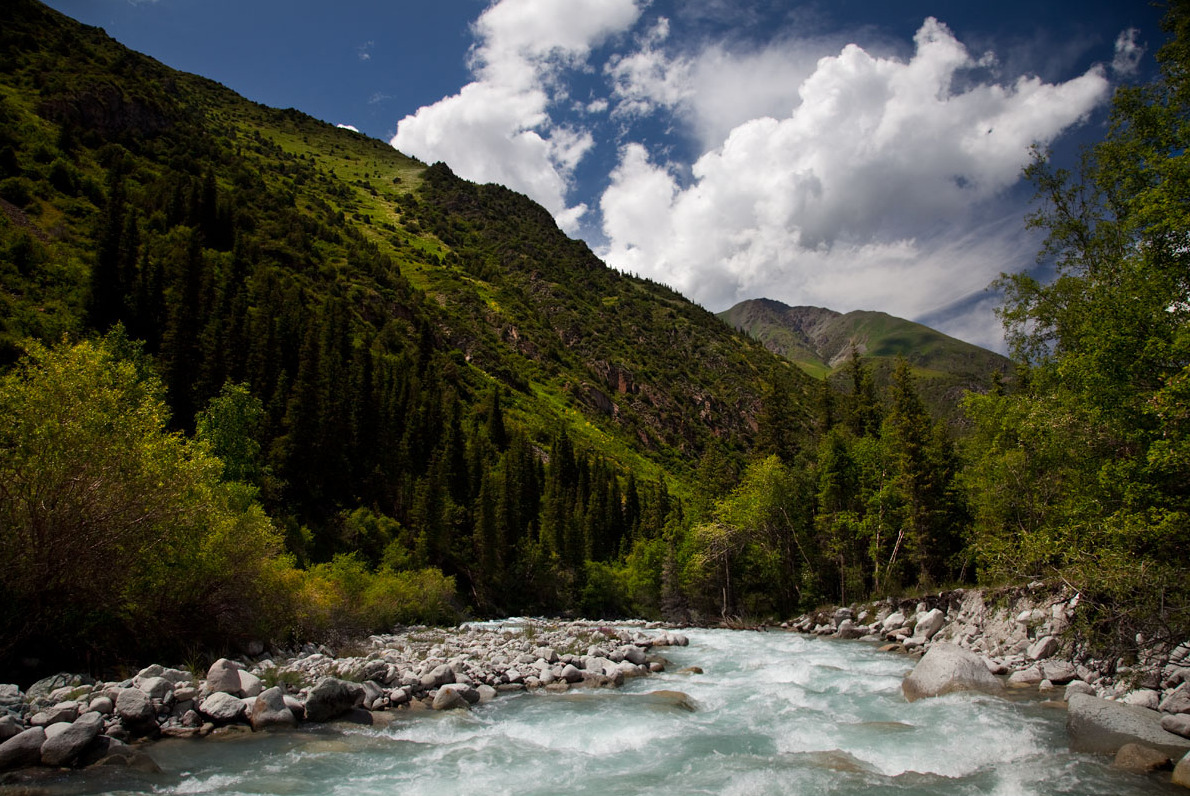
Ala-Artsja-rivier in het Nationale park Ala-Artsja

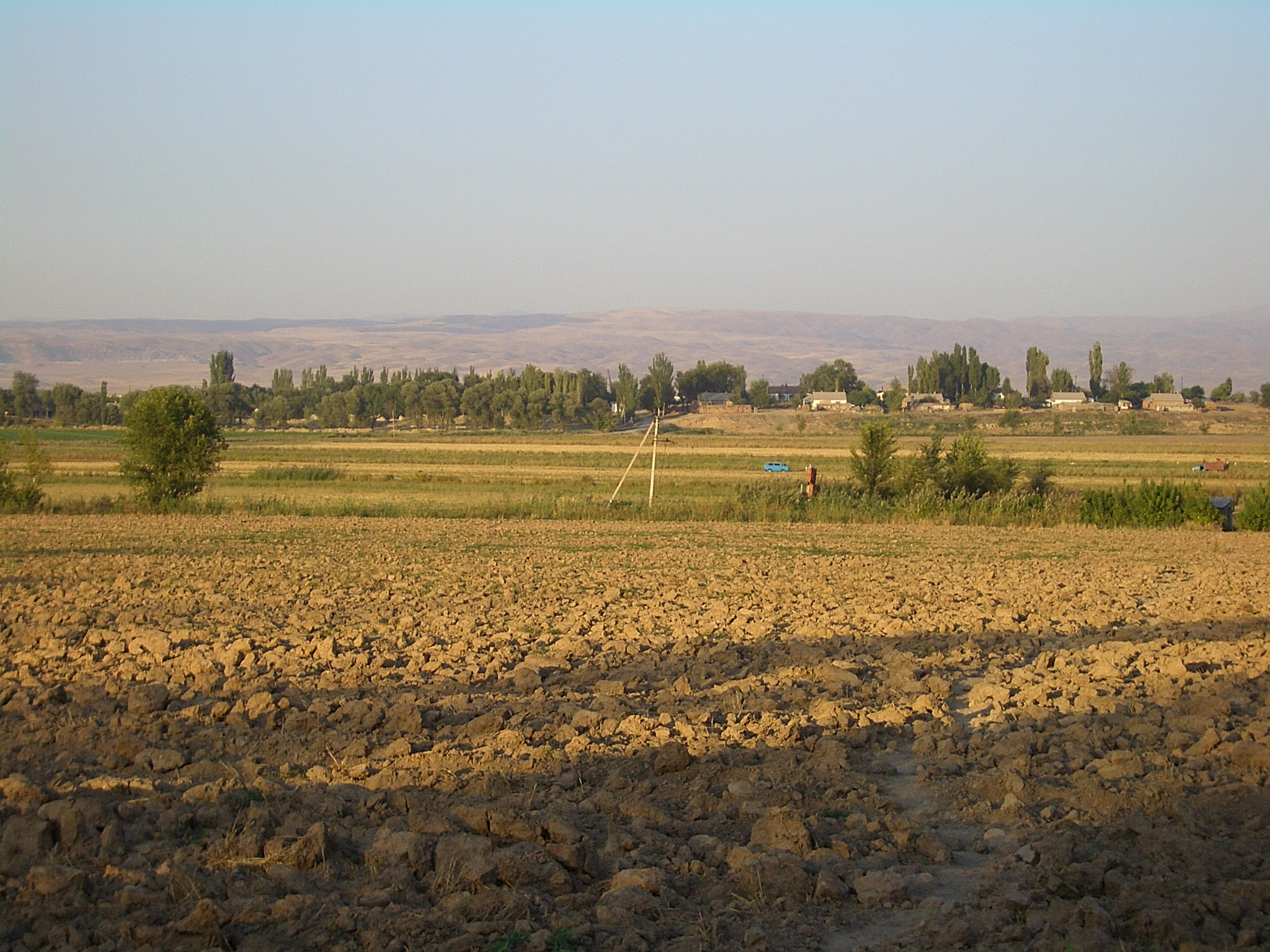
Čùj-riviervallei

Het noorden van de oblast is erg vlak, wat ongewoon is voor Kirgizië. Het laagste gedeelte ligt op 550 meter boven zeeniveau. Het dal van de rivier Čùj beslaat een flink gebied, de rivier wordt ook gebruikt voor intensieve bevloeiing van de vruchtbare bodem. Agrarische producten die worden verbouwd zijn tarwe, maïs, suikerbieten, aardappels, luzerne, en fruit en groenten. Om deze producten te kunnen verwerken, werden in de Sovjettijd fabrieken op het gebied van de levensmiddelenindustrie gevestigd, waardoor diverse steden regionale betekenis kregen, zoals Tokmok, Kant en Karabalta.
In het zuiden vormt het hooggebergte Alatau een natuurlijke grens met de oblast Talas (oblast). De hoogste berg met 4895 meter is de Alamedinski; ook ligt hier het Nationale park Ala-Artsja. Door de nabijheid van Bisjkek is dit gebergte een geliefd gebied voor ontspanning. Er zijn veel wandelpaden, campings voor bergbeklimmers en een skigebied. 
Het klimaat is in het noordelijk deel droog en continentaal, met hete zomers en gematigd koude winters.  De gemiddelde neerslag ligt tussen de 270 en 400 mm per jaar. In de bergen, en in het dal van de Suusamyr, zijn de temperaturen lager met strenge vorst in de winter.
De rivieren monden uit in de Naryn en in de Čùj. Veel water van de zijrivieren wordt gebruikt voor irrigatie, zodat de grotere rivieren vaak niet meer worden bereikt. De gletsjers in het centrale deel van de Alatau hebben een gezamenlijke oppervlakte van 520 km².

## Bevolking
In Čùj liggen vier steden, vijf stedelijke vestigingen en ruim 300 dorpen. Volgens de volkstelling van 2009 waren er 803.230 inwoners. De grootste steden zijn Tokmok (53.231 inw.), Karabalta (37.834) en Kant (21.589).
De etnische samenstelling is heterogener dan elders in Kirgizië. Het aandeel Kirgiezen bedraagt 59%, het aandeel Russen 21%, daarna volgen de Doenganen met 6%. Voorts wonen er Oezbeken, Oeigoeren en Kazachen, elk rond de 2%. De Duitsers, met in 1989 nog een aandeel van 9%, zijn grotendeels naar Duitsland geëmigreerd.

## Bestuurlijke indeling
Čùj is verdeeld in acht rajons. De stad Tokmok (53.087 inwoners, 41 km² oppervlak) vormt een zelfstandig rajon. Bisjkek ligt in het rajon Alamüdün, maar hoort niet bij de oblast Čùj. Onderstaande rajons liggen in Čùj:
| Verdeling in Rajons van de Oblast Čùj | Verdeling in Rajons van de Oblast Čùj | Verdeling in Rajons van de Oblast Čùj | Verdeling in Rajons van de Oblast Čùj | Verdeling in Rajons van de Oblast Čùj |
| Rajon                                 | Bestuurlijke zetel                    | Inwoners                              | Oppervlakte (in km²)                  | Ligging                               |
| ------------------------------------- | ------------------------------------- | ------------------------------------- | ------------------------------------- | ------------------------------------- |
| Alamüdün                              | Lebedinovka                           | 147.208                               | 1.503                                 |                                       |
| Dschajyl                              | Karabalta                             | 90.348                                | 3.435                                 |                                       |
| Kemin                                 | Kemin                                 | 41.924                                | 3.533                                 |                                       |
| Moskovski                             | Belovodsk                             | 83.641                                | 2.056                                 |                                       |
| Panfilov                              | Kajyngdy                              | 39.837                                | 2.606                                 |                                       |
| Sokuluk                               | Sokuluk                               | 158.137                               | 2.550                                 |                                       |
| Čùj                                   | Čùj                                   | 44.753                                | 1.756                                 |                                       |
| Ysyk-Ata                              | Kant                                  | 131.503                               | 2.415                                 |                                       |

## Verkeer
De hoofdverbinding van oost naar west binnen het gebied is de autoweg van Taraz via Bisjkek naar Balyktsjy, die bijna alle belangrijke steden van Čùj met elkaar verbindt. Het ten westen van Bisjkek gelegen deel is een gedeelte van de Europese weg 40; plaatselijk ook bekend als de M-39. Ten noorden van Bisjkek gaat deze weg over de rivier Čùj, en via de Kazachse grensplaats Qordai verder naar Almaty in Kazachstan.
Het spoorwegnet in Kirgizië is verouderd en met een totale lengte van 370 kilometer relatief onbelangrijk. Een groot deel ervan ligt in de oblast Čùj, namelijk de route Taraz-Bisjkek-Balyktsji. Er bestaat wel een directe treinverbinding met Moskou.

## Galerie

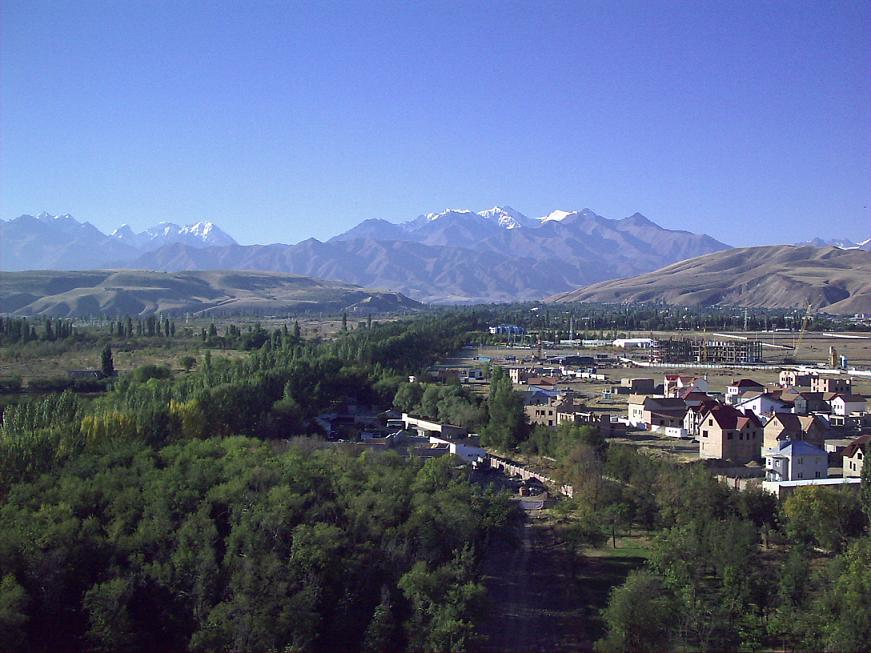
Ten zuiden van Bisjkek
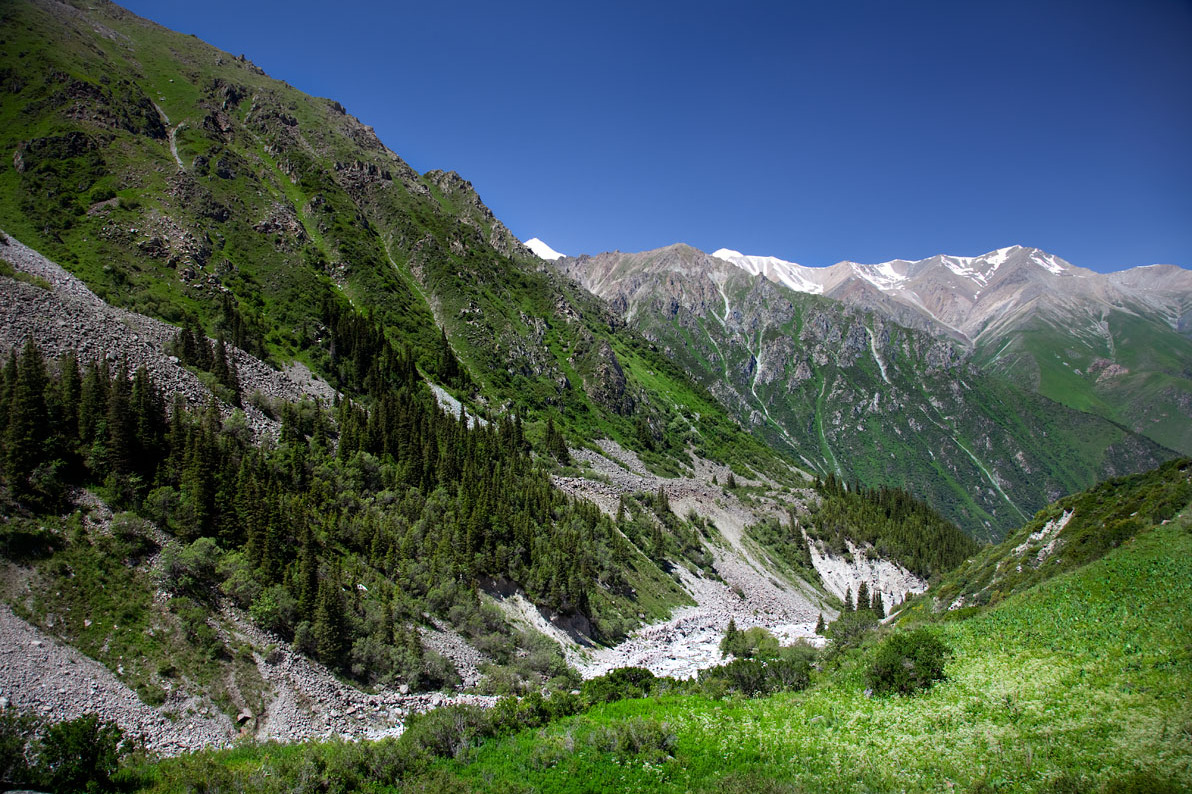
Nationaal park Ala-Artsja
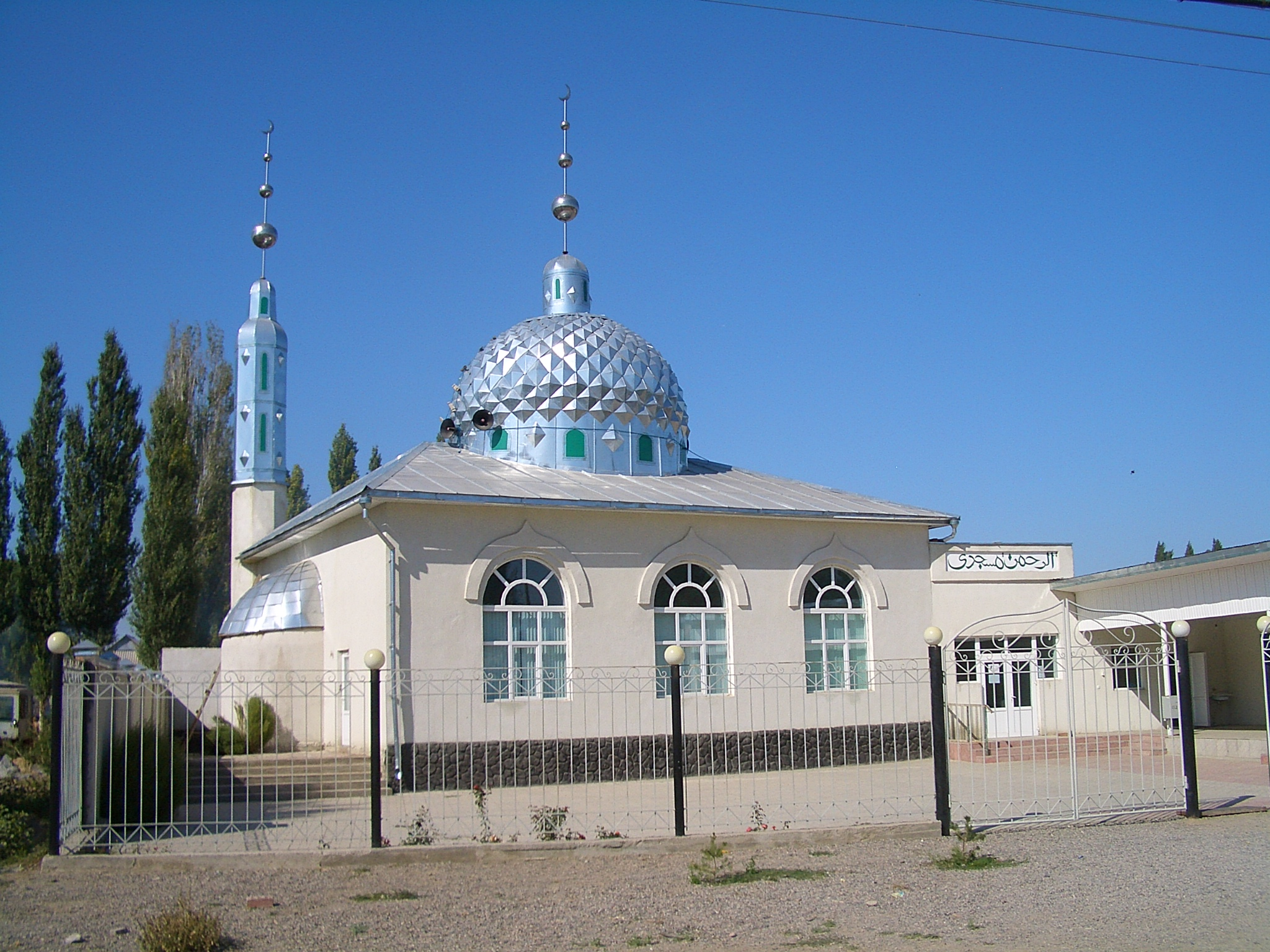
Moskee in Milianfan
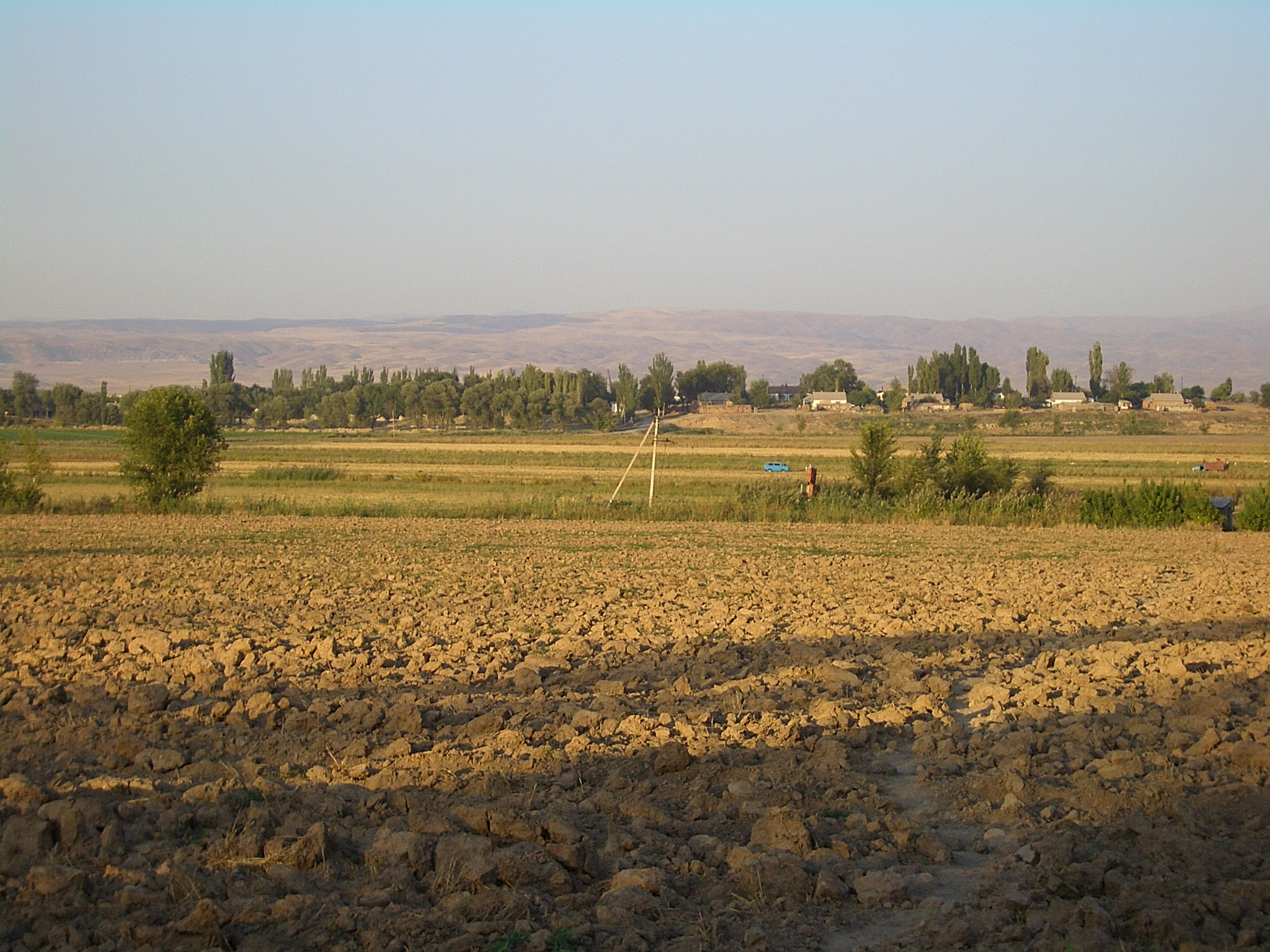
Dal van de Čùjrivier
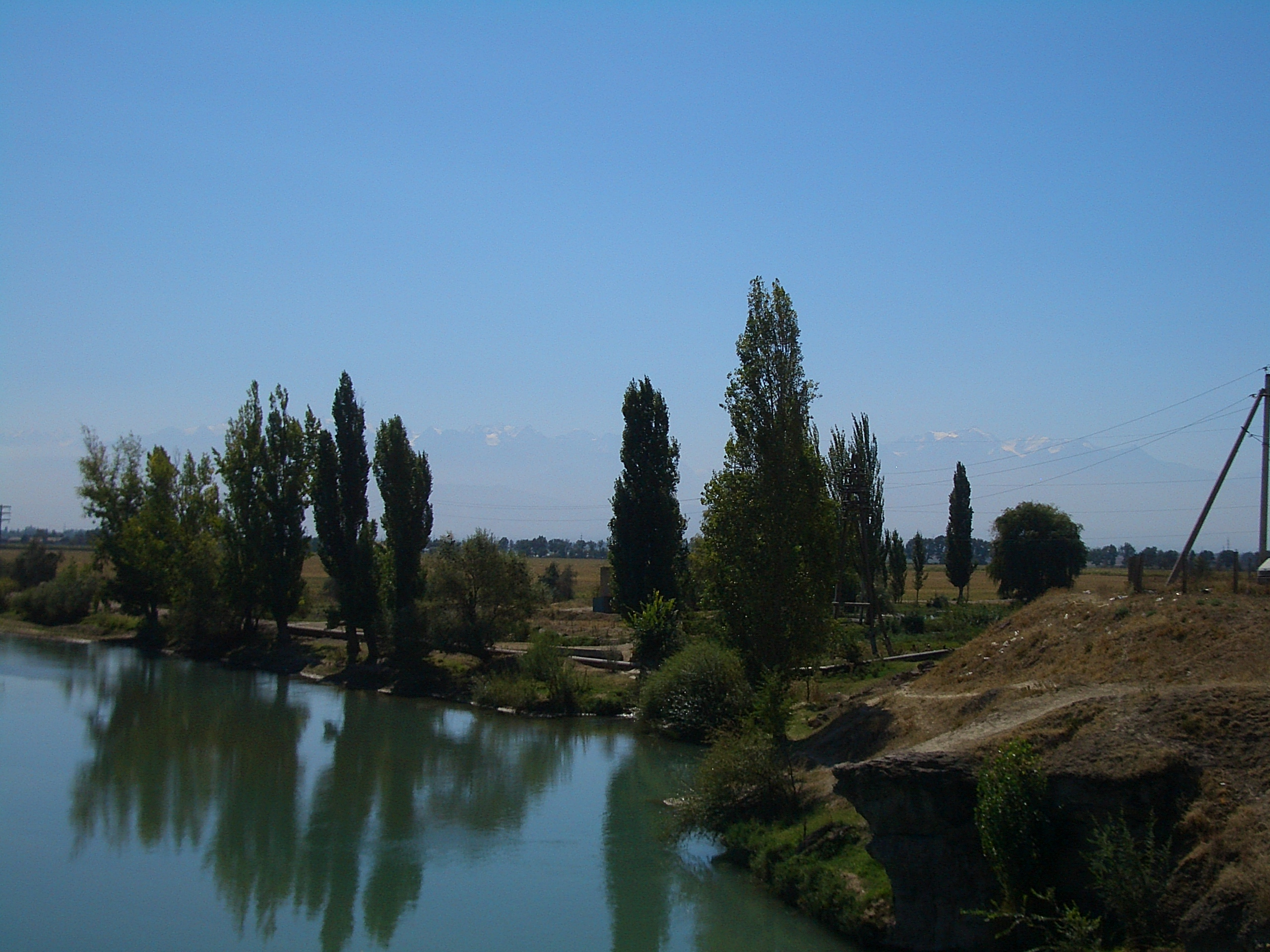
Čùjrivier bij Korday